# فرانك سوندرز
فرانك سوندرز (بالإنجليزية: Frank Saunders)‏ هو لاعب كرة قدم بريطاني (وحمل سابقاً جنسية المملكة المتحدة لبريطانيا العظمى وأيرلندا) في مركز الدفاع، ولد في 26 أغسطس 1864 في برايتون في المملكة المتحدة، وتوفي في 14 مايو 1905. شارك مع منتخب إنجلترا لكرة القدم. أما مع النوادي، فقد لعب مع Swifts F.C. ‏.

## وصلات خارجية
- فرانك سوندرز على موقع قاعدة بيانات كرة القدم.إي يو (الإنجليزية)
- فرانك سوندرز على موقع ناشيونال فوتبول تيمز (الإنجليزية)